# Manfred Hartmann (Admiral)
Manfred Hartmann (* 1950) ist ein deutscher Flottillenadmiral a. D. der Deutschen Marine.

## Leben
Manfred Hartmann besuchte das Domgymnasium Verden und trat 1969 (Crew X/69) in die Bundesmarine ein.
Von 1988 bis 1990 besuchte er einen Admiralstabslehrgang an der Führungsakademie der Bundeswehr in Hamburg.
Von Ende November 1994 bis Mitte September 1997 war er als Kapitän zur See Kommodore des Marinefliegergeschwaders 2.
Als Stellvertretender Befehlshaber Landeskommando Schleswig-Holstein, vormals des Wehrbereichskommandos I, in Kiel und Flottillenadmiral wurde er 2008 als Nachfolger von Jens-Volker Kronisch Chef des Stabes im Einsatzführungskommando der Bundeswehr in Potsdam.
Anfang 2010 sagte Hartmann auf Antrag der Fraktionen der CDU/CSU und der FDP im Rahmen des Untersuchungsausschusses zum Luftangriff bei Kundus als Zeuge aus.